# Sciomyza
Sciomyza is een geslacht van vliegen uit de familie van de slakkendoders (Sciomyzidae). De wetenschappelijke naam van het geslacht is voor het eerst geldig gepubliceerd in 1820 door Carl Fredrik Fallén.

## Biologie[2]
Deze vliegen komen voor in vochtige gebieden en moerassen, waar de larven leven als parasitoïden van longslakken onder meer uit de geslachten Lymnaea, Succinea en Aplexa.
De Noord-Amerikaanse soorten Sciomyza aristalis  en Sciomyza varia leggen hun eitjes op de schelp van de gastheerslak. Wanneer een larve uitkomt dringt die door tussen de mantel en de schelp en begint zich te voeden met de slak. De slak leeft nog een aantal dagen terwijl de larve zich ontwikkelt. De larve voedt zich verder met de dode gastheer en verpopt in de schelp. 
S. dryomyzina, een Holarctische soort die zowel in Europa als in Noord-Amerika voorkomt, legt haar eitjes meestal niet op slakken, maar de larven jagen op slakken en dringen door in de slak tussen de mantel en de schelp. Het kan meerdere dagen duren vooraleer een larve een gastheer vindt. De larven parasiteren bij voorkeur op Succinea.
De larven van S. simplex, een andere Holarctische soort, kunnen tijdens hun ontwikkeling meer dan een slak aanvallen. Wanneer de eerste gastheer is gedood en geconsumeerd, vallen ze een andere slak aan.

## Soorten
- S. antica Walker, 1853
- S. aristalis (Coquillett, 1901)
- S. dryomyzina Zetterstedt, 1846
- S. pulchra Roller, 1996
- S. simplex Fallen, 1820
- S. testacea Macquart, 1835
- S. varia (Coquillett, 1904)